# 可逆

## 熱力学的な意味
ある系の状態が別の状態に変化したとき、外部と系との間でやりとりした熱と仕事を元に戻して、外部に何ら変化を残さずに系を元の状態に戻すことができることを可逆 (reversible) と言い、このような変化（過程）を可逆過程 (reversible process) と言う。系および外部が元の状態に戻りさえすれば、元に戻す変化の経路は問わない。
可逆過程であるためには、変化の途中において、系内および系と周囲との間で熱平衡、力学的平衡、化学的平衡が保たれていることが必要であり、このような理想化した状態変化を準静的過程と言う。可逆過程は常に準静的だが、準静的過程であっても可逆でないものは存在する。たとえばピストンとシリンダーの間に摩擦が存在する状況下で気体を準静的に圧縮する過程は準静的だが可逆ではない。他の形のエネルギーが摩擦や抵抗により熱エネルギーに変わる現象は、常に非可逆となる。ただし文献によって用語の混乱があり、可逆過程と準静的過程を同義に使う文献もある。
熱力学第二法則によれば、任意のサイクルでクラウジウス積分 {\displaystyle \oint {dQ \over T}} は負の値となるが、可逆過程のみで構成されたサイクル（可逆サイクル）では 0 となる。これより、状態 A から状態 B へ変化する過程でのエントロピーの変化は、
{\displaystyle S_{B}-S_{A}\geq \int _{A}^{B}{dQ \over T}}
となる（等号は可逆過程に対応）。

## 力学的な意味
時間を {\displaystyle t} とする。{\displaystyle t\to -t} という変換（時間反転操作）に対し、元の方程式が形を変えない、あるいはその方程式が表す運動が実際に存在する時に、その方程式は可逆であると言われる。たとえば、ニュートン方程式はその変換に対し
{\displaystyle {\frac {d^{2}{\vec {x}}}{dt^{2}}}={\vec {F}}} → {\displaystyle {\frac {d^{2}{\vec {x}}}{d(-t)^{2}}}={\frac {d}{-dt}}{\frac {d{\vec {x}}}{-dt}}={\frac {d^{2}{\vec {x}}}{dt^{2}}}={\vec {F}}}
であり方程式は形を変えないため、可逆であるとされる。このことはたとえばこの運動をビデオカメラで撮影し、それを逆回しにした場合の運動（逆運動）が存在すること、として解釈される。
ここで力 {\displaystyle {\vec {F}}} はこの変換に対して不変であるとした。たとえば、単純に {\displaystyle {\vec {F}}=-\nabla U} であるようなポテンシャル {\displaystyle U} が存在する、つまり保存系であればニュートン方程式は形を保つ。つまり可逆な方程式と見なされる。
ラグランジュ方程式についてはラグランジアン {\displaystyle L} が時間反転に対し不変であれば、{\displaystyle {\dot {q}}\to -{\dot {q}}} より、方程式は形を変えない。
時間に依存したシュレーディンガー方程式は、時間に関して1階の微分方程式であるので不可逆であるとも思えるが、ハミルトニアン {\displaystyle {\hat {H}}} さえ時間反転に対して不変であれば、{\displaystyle t\to -t} とした方程式の解は元の式の解の複素共役に過ぎず、物理的にはそれほど違いはない。その意味で、シュレーディンガー方程式もまた可逆な方程式である。
それらに対して、ランジュバン方程式は速度に依存した抵抗力（ポテンシャルで表現できない、非保存力）を含む。{\displaystyle t\to -t} に対し、速度 {\displaystyle {\vec {v}}\to -{\vec {v}}} であるから、その方程式の解は元の解と全く異なってしまう。このように、ランジュバン方程式は可逆ではない。このことはわれわれの経験（静水中で減衰して止まった物体はまた勝手に動き出すことはない）と一致する。

## 関連記事
- カルノーサイクル
- 等温過程
- 断熱過程
- 定積過程
- 定圧過程
- 統計力学
- 不可逆性問題
- 化学 - 可逆反応・不可逆反応
- リセット
- 可逆計算